# Pszczółki
Pszczółki (Hohenstein fino al 1945) è un comune rurale polacco del distretto di Danzica, nel voivodato della Pomerania.
Ricopre una superficie di 49,84 km² e nel 2004 contava 7 694 abitanti.